# Mattatore
Il mattatore (al femminile mattatrice) è una denominazione usata nel gergo teatrale per indicare un attore in grado di fare convergere su di sé l'attenzione del pubblico.
Tale dicitura identifica anche un periodo del teatro italiano del XIX secolo, epoca in cui avvenne il cosiddetto passaggio dal teatro degli attori al teatro dell'attore, che ha inizio con il periodo denominato del "Grande Attore".

## Storia
Il cambiamento della compagine dell'organizzazione teatrale (da compagnie organizzate in ruoli fissi in teatri stabili pubblici o privati a compagnie spesso itineranti, a struttura prettamente familiare sempre con ruoli fissi), determinò lo spicco dei capocomici, sui quali verteva l'intera organizzazione del lavoro artistico e dell'organizzazione logistica.
Queste figure divenivano così punti focali dell'interpretazione di un personaggio, con scelte solitamente dettate dalle capacità dell'attore che ne sottolineava con veemenza e insistenza le caratteristiche salienti, talvolta esasperandole, per far presa sul pubblico. Il cambiamento dei gusti, che si instradò verso le forti passioni del Romanticismo, determinò il favore del pubblico verso la recitazione animosa, fortemente innaturale dei mattatori.

## Grande Attore
Il periodo teatrale denominato del "Grande Attore" si riferisce al teatro italiano della seconda metà dell'Ottocento, alcune fonti ne collocano l'inizio con le rappresentazioni della compagnia Reale Sarda all'Esposizione Internazionale di Parigi del 1855.

Le numerose compagnie nomadi si appoggiavano ad un attore di nome, che non necessariamente era protagonista, per attrarre il pubblico.
Adelaide Ristori, Ernesto Rossi e Tommaso Salvini sono i tre "Grandi Attori" che identificano questo periodo, sono loro ad inaugurare la stagione delle tournée estere che caratterizza questo periodo, Adelaide Ristori per prima.
In comune hanno una recitazione fortemente centrata sulla loro figura, indipendentemente dalla parte o dal ruolo, la presenza fisica (come per Salvini) e l'attento uso della voce sono gli strumenti usati per far arrivare al pubblico il sentimento del personaggio.
È la generazione successiva con Ermete Novelli, Ermete Zacconi ed Eleonora Duse su tutti, che dal 1880 contende la scena ai tre grandi che porta un ulteriore fattore di naturalezza a segnare il passaggio al periodo del Mattatore.

Una corrispondenza del 1899 tra Tommaso Salvini e Adelaide Ristori dà un'idea di quale fosse il loro pensiero su questa nuova evoluzione.
Salvini scrive: «... Ai nostri tempi si faceva meglio o peggio? Sono peggiorati gli Artisti, o il pubblico? Siamo noi che avemmo torto, o lo hanno loro? ...»
La Ristori risponde: «... Volete sapere quello che io penso di questa nuova interpretazione dell'arte nostra? Molto male! La nevrosi è la malattia che sconvolge il cervello umano in questo fin di secolo! Il pubblico è attaccato da questa orribile malattia e guasto il vero gusto del bello nell'Arte rappresentativa. ... Io, modestamente, sono d'avviso che l'attuale forma di interpretazione è falsa e acrobatica ...»

## Affabulazione gigionesca
Dal punto di vista tecnico-artistico, infatti, il mattatore era solito spogliare il personaggio di parvenze naturalistiche (pur rispettandone storicità e caratteristiche psicologiche) per rivestirlo di cliché di successo sperimentati, quali la postura fortemente evidenziata, la dizione enfatizzata e lontana dal normale parlato quotidiano, la drammatizzazione del comportamento fisico e affabulatorio.
Il mattatore era spesso definito anche gigione, in riferimento alla prassi di esasperazione della recitazione. Era frequente, inoltre, l'insistenza sul parlato a discapito del lavoro fisico, che rimaneva in secondo piano dal punto di vista espressivo.
Tale disomogeneità, seppur capace di toccare apici sublimi nell'interpretazione, mancava di metodo e si basava sulla sensibilità dell'interprete stesso: ciò sottoponeva il mattatore a repentini alti e bassi nelle prestazioni, che potevano drammaticamente influire sulle sorti dello spettacolo, che poteva quindi terminare con fischi anziché applausi.
Secondo una moderna interpretazione della recitazione, derivante dai maestri teatrali del XX secolo (come, ad esempio, Stanislavskij, Mejerchol'd, Strasberg e altri), e dalla nascita di discipline come la danza moderna, tale recitazione peccava nel privilegiare l'elemento vocale rispetto a quello corporeo e nel mancare di un metodo coerente di organizzazione e pratica del lavoro dell'attore.

## I grandi mattatori
Grandi mattatori della scena, interpreti di una certa recitazione romantica furono Ermete Novelli, Ermete Zacconi, Eleonora Duse.

## Uso moderno del termine
Nell'uso moderno, si è usi definire mattatore un attore particolarmente capace di tenere la scena da solo con grande trasporto emotivo del pubblico, escludendo però gli artisti del varietà e del one-man-show, solitamente ritenuti generi appartenenti al teatro "basso", oppure attori intorno ai quali, agli inizi del XX secolo e prima della nascita del teatro di regia, veniva incentrato un intero repertorio di una compagnia teatrale. In questo senso rientrano nella definizione attori come Antonio Gandusio, Gigi Proietti, Ruggero Ruggeri e Vittorio Gassman, definito spesso dalla critica come "l'ultimo mattatore" (e interprete per la 'prima televisione' della trasmissione televisiva Il Mattatore, del 1959 e dell'omonimo film Il mattatore del 1960).